# Calamus polycladus
Calamus polycladus är en enhjärtbladig växtart som beskrevs av Karl Ewald Maximilian Burret. Calamus polycladus ingår i släktet Calamus och familjen Arecaceae. Inga underarter finns listade i Catalogue of Life.